# Perilissus buccinator
Perilissus buccinator är en stekelart som beskrevs av Holmgren 1857. Perilissus buccinator ingår i släktet Perilissus, och familjen brokparasitsteklar. Arten är reproducerande i Sverige.